# Het Scharrelvarken
Het Scharrelvarken is een solosingle van Henny Vrienten, bassist/zanger van de muziekgroep Doe Maar. Het lied is geschreven door Joost Belinfante met wie Vrienten heeft samengewerkt binnen en buiten Doe Maar. Het werd eind 1991 uitgebracht als single met als B-kant Vreemd verdriet. Later was het te beluisteren op zijn tweede Nederlandstalige soloalbum Mijn hart slaapt nooit, dat medio 1992 werd uitgebracht. 

## Achtergrond
Scharrelvarken is een metaforische beschrijving van de ongelijkheid die zich in de wereld afspeelt. De Volkskrant had het destijds over "cynisch nummer over racisme". 
Waar zitten die verschillen?
We lijken sprekend op elkaar
Een kop, vier poten, dikke billen
Een krulstaart, stekelhaar

## Promotie
Ter promotie verscheen Vrienten in enkele televisieprogramma's. In Jansen & Co werd hij daarbij begeleid door Lucas van Merwijk (de latere oprichter van Cubop City Big Band) die ook had gedrumd op de studioversie. In Countdown deed Vrienten een playback-versie met 'begeleiding' van onder meer Jan Pijnenburg (drummer van Doe Maar) en Joost Belinfante. Die promotie leverde geen plaats in de hitlijsten van Nederland en/of België op.

## Links
- Dutch charts: Henny Vrienten - Het Scharrelvarken